# 2-Millimeter-Band
Als 2-Millimeter-Band bezeichnet man den Frequenzbereich von 134 bis 141 GHz. Er liegt im Mikrowellenspektrum. Der Name leitet sich von der ungefähren Wellenlänge dieses Frequenzbereiches ab. Dieser Frequenzbereich ist dem Amateurfunkdienst und dem Amateurfunkdienst über Satelliten zugewiesen.
Der Weltrekord für die größte bei einer Amateurfunkverbindung auf diesem Band überbrückte Entfernung beträgt 157 Kilometer (März 2022).